# Walbeck (Oebisfelde-Weferlingen)
Walbeck ist ein Ortsteil der Stadt Oebisfelde-Weferlingen im Landkreis Börde in Sachsen-Anhalt.

## Geografie
Walbeck liegt rund vier Kilometer südlich von Weferlingen am nordöstlichen Rand des Lappwaldes. Aus einer ehemaligen Karstspalte nördlich der Ortschaft stammen Überreste einer Säugetier- und Vogelfauna aus dem Mittleren Paläozän vor rund 60 Millionen Jahren (Fossillagerstätte Walbeck).

### Ortschaftsgliederung
Zur Ortschaft Walbeck gehören die Ortsteile Walbeck und Drachenberg sowie der Wohnplatz Barriere Rehm.

## Geschichte
Urkundlich erstmals erwähnt wurde Walbeck im Jahre 929. Im 10. und 11. Jahrhundert war der Ort Zentrum der Grafschaft Walbeck. Graf Lothar II. stiftete 942 auf seiner Burg als Hauskloster Stift Walbeck. Nachdem das Grafengeschlecht erloschen und 1219 die Burg niedergelegt worden war, wurde das Stift dem Halberstädter Domkapitel unterstellt.
Seit 1925 prägen der Abbau und die Aufbereitung von Quarzsanden die Region.
Während des Zweiten Weltkrieges mussten in den Schachtanlagen des Burbach-Konzerns etwa 3.000 Männer, Frauen und Kinder, die nach Deutschland verschleppt worden waren, in rund 500 Meter Tiefe Zwangsarbeit bei der Motorenproduktion verrichten. Gegen Ende des Krieges vom 23. August 1944 bis zum 12. April 1945 existierte in Walbeck außerdem ein Außenlager des Konzentrationslagers Buchenwald mit 450 bis 500 Häftlingen, die teilweise in der Tiefe des Schachts „Gerhard“ übernachten mussten.
Zu DDR-Zeiten befand sich Walbeck knapp einen Kilometer von der innerdeutschen Grenze entfernt, wovon heute noch ehemalige Unterkünfte für Angehörige der DDR-Grenztruppen und des MfS zeugen, die in den 1990er Jahren zum Teil in Eigentumswohnungen umgewandelt wurden.
Von 1994 bis zum 1. Januar 2005 gehörte Walbeck zur Verwaltungsgemeinschaft Weferlingen, von 2005 bis zum 31. Dezember 2009 zur Verwaltungsgemeinschaft Flechtingen.
Seit 2008 trägt das Walbecker Bürgerhaus den Namen des 2007 verstorbenen Schauspielers Ulrich Mühe.
Durch einen Gebietsänderungsvereinbarung beschlossen die Gemeinderäte der Gemeinden Stadt Oebisfelde (am 27. Mai 2009), Bösdorf (am 26. Mai 2009), Eickendorf (am 28. Mai 2009), Etingen (am 26. Mai 2009), Kathendorf (am 19. Mai 2009), Rätzlingen (am 27. Mai 2009), Eschenrode (am 28. Mai 2009), Döhren (am 28. Mai 2009), Hödingen (am 20. Mai 2009), Hörsingen (am 27. Mai 2009), Schwanefeld (am 25. Mai 2009), Seggerde (am 26. Juni 2009), Siestedt (am 28. Mai 2009), Walbeck (am 28. Mai 2009), und der Flecken Weferlingen (am 19. Mai 2009), dass ihre Gemeinden aufgelöst und zu einer neuen Stadt Oebisfelde-Weferlingen vereinigt werden. Dieser Vertrag wurde vom Landkreis als unterer Kommunalaufsichtsbehörde genehmigt und trat am 1. Januar 2010 in Kraft.
Nach Umsetzung der Vereinigungsvereinbarung der bisher selbstständigen Gemeinde Walbeck werden Walbeck und Drachenberg Ortsteile der neuen Stadt Oebisfelde-Weferlingen. Für die eingeflossene Gemeinde wird die Ortschaftsverfassung nach den §§ 86 ff. der Geschäftsordnung des Landes Sachsen-Anhalt eingeführt. Die aufgenommene Gemeinde Walbeck und künftigen Ortsteile Walbeck und Drachenberg werden zur Ortschaft der neuen Stadt Oebisfelde-Weferlingen. In der eingeflossenen Gemeinde und nunmehrigen Ortschaft Walbeck wird ein Ortschaftsrat mit zehn Mitgliedern einschließlich Ortsbürgermeister gebildet.

## Religion
Die evangelisch-lutherische St.-Michaelis-Kirche wurde von 1888 bis 1892 im Baustil der Neuromanik errichtet, sie ersetzte einen an gleicher Stelle stehenden Vorgängerbau. Ihre Kirchengemeinde gehört zum Pfarrbereich Beendorf, in der Region West des Kirchenkreises Haldensleben-Wolmirstedt der Evangelischen Kirche in Mitteldeutschland. Ein Gedenkraum im Keller der nach dem Erzengel Michael benannten Kirche erinnert an die Opfer aus dem KZ Buchenwald, die im Salzbergwerk unter Tage arbeiten mussten. Der „Förderverein Kirchhof Walbeck e. V.“ unterstützt den Erhalt des Kirchengeländes, einem ehemaligen Friedhof.
Da sich infolge des Zweiten Weltkriegs durch den Zuzug von Heimatvertriebenen aus den Ostgebieten des Deutschen Reiches wieder Katholiken im seit der Reformation evangelischen Walbeck angesiedelt hatten, wurde 1951 eine im Dachboden eines Stalles eingerichtete Kapelle eingeweiht. 1985 wurde diese, auf dem Grundstück Bergstraße 18 befindliche Kapelle aufgegeben, da sich die Zahl der Katholiken wieder verringert hatte und kein Material für die erforderlich gewordene Reparatur des Daches zur Verfügung stand. Inzwischen wurde das Dachgeschoss, in dem sich die Kapelle befand, abgetragen. Heute ist die Kirche „St. Josef und St. Theresia vom Kinde Jesu“ im rund vier Kilometer entfernten Weferlingen das nächstgelegene katholische Gotteshaus.

## Politik
Die parteilose Politikerin Brunhilde Fucke war von 1994 bis 2008 ehrenamtliche Bürgermeisterin. Ihr Nachfolger ist Martin Herrmann, der am 24. Februar 2008 gewählt wurde und bis zum 31. Dezember 2009 im Amt war, seitdem ist er Ortsbürgermeister.

### Ortschaftsrat
Laut der letzten Kommunalwahl am 7. Juni 2009 hatte der Gemeinderat zehn Mitglieder. Aufgrund der Stadtgründung von Oebisfelde-Weferlingen wurde der Gemeinderat automatisch zum Ortschaftsrat. Die Wahlbeteiligung lag bei 45,6 %. Die Wahl brachte folgendes Ergebnis:
|  | Einzelbewerber | 7 Sitze | (75,1 %) |
|  | Wählergruppen  | 2 Sitze | (11,3 %) |
|  | SPD            | 1 Sitz0 | (13,6 %) |

2014 wurde ein Ortschaftsrat mit sieben Mitgliedern gewählt. Daneben gehört der Ortsbürgermeister als Vorsitzender dem Ortschaftsrat an.

### Wappen und Flagge
Das Wappen wurde am 7. Juli 1997 durch das Regierungspräsidium Magdeburg genehmigt.
Blasonierung: „In Rot übergewölbten, silbernem Schildfuß, belegt mit einer blauen Wellenleiste, eine silberne Klosterruine mit offenem Torbogen, begleitet von 9 steigenden silbernen Lindenblättern.“
Die Farben der Gemeinde waren Silber (Weiß) und Rot.
Das Wappen wurde von der Magdeburger Heraldikerin Erika Fiedler gestaltet.
Die Flagge ist weiß / rot (1:1) gestreift und mittig mit dem Ortswappen belegt.

## Kultur und Sehenswürdigkeiten

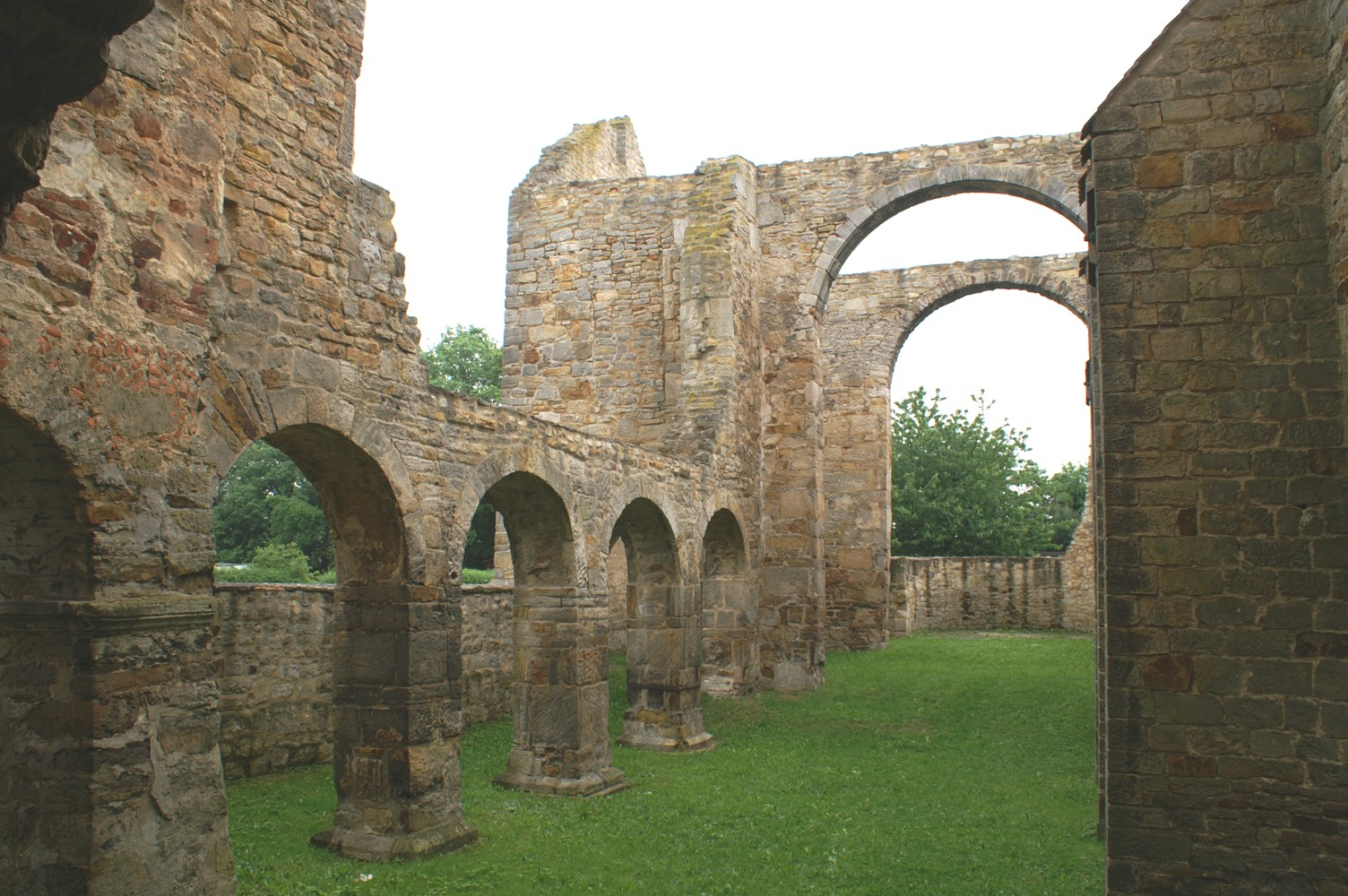
Ruine der Stiftskirche

- Die Ruine der einstigen Stiftskirche Walbeck steht auf dem Walbecker Domberg.
- In der neuromanischen Dorfkirche befindet sich eine sehenswerte Grabplatte (Epitaph) des Grafen Lothar II. von Walbeck, die aus der Stiftskirche stammt.
- In Richtung Westen finden sich im Lappwald Grabenreste der Helmstedter Landwehr.
- An Bauten erhalten sind noch zwei Warttürme aus dem 13. Jahrhundert, die als 1. und 2. Walbecker Warte bezeichnet werden.
- Auf dem Ortsfriedhof erinnern acht Grabstätten an die Häftlinge, unter denen zwei Kinder waren, sowie ein Gedenkstein an das Geschehen während des Zweiten Weltkriegs.

## Infrastruktur

### Bildung
Auf Beschluss des Kreistages des damaligen Ohrekreises wurde die Sekundarschule Walbeck 2005 geschlossen. Das ehemalige Schülereinzugsgebiet wurde geteilt und der Sekundarschule Brüder Grimm Calvörde und der Sekundarschule Albert Niemann Erxleben zugewiesen.

### Verkehr
Zur Bundesstraße 1 die Braunschweig mit Berlin verbindet, sind es in südlicher Richtung rund acht Kilometer. Die Bundesautobahn 2 Anschlussstelle Alleringersleben (64) wird nach elf Kilometern erreicht.
Walbeck liegt zudem an der ausschließlich im Güterverkehr befahrenen Bahnstrecke Haldensleben–Weferlingen.

## Persönlichkeiten

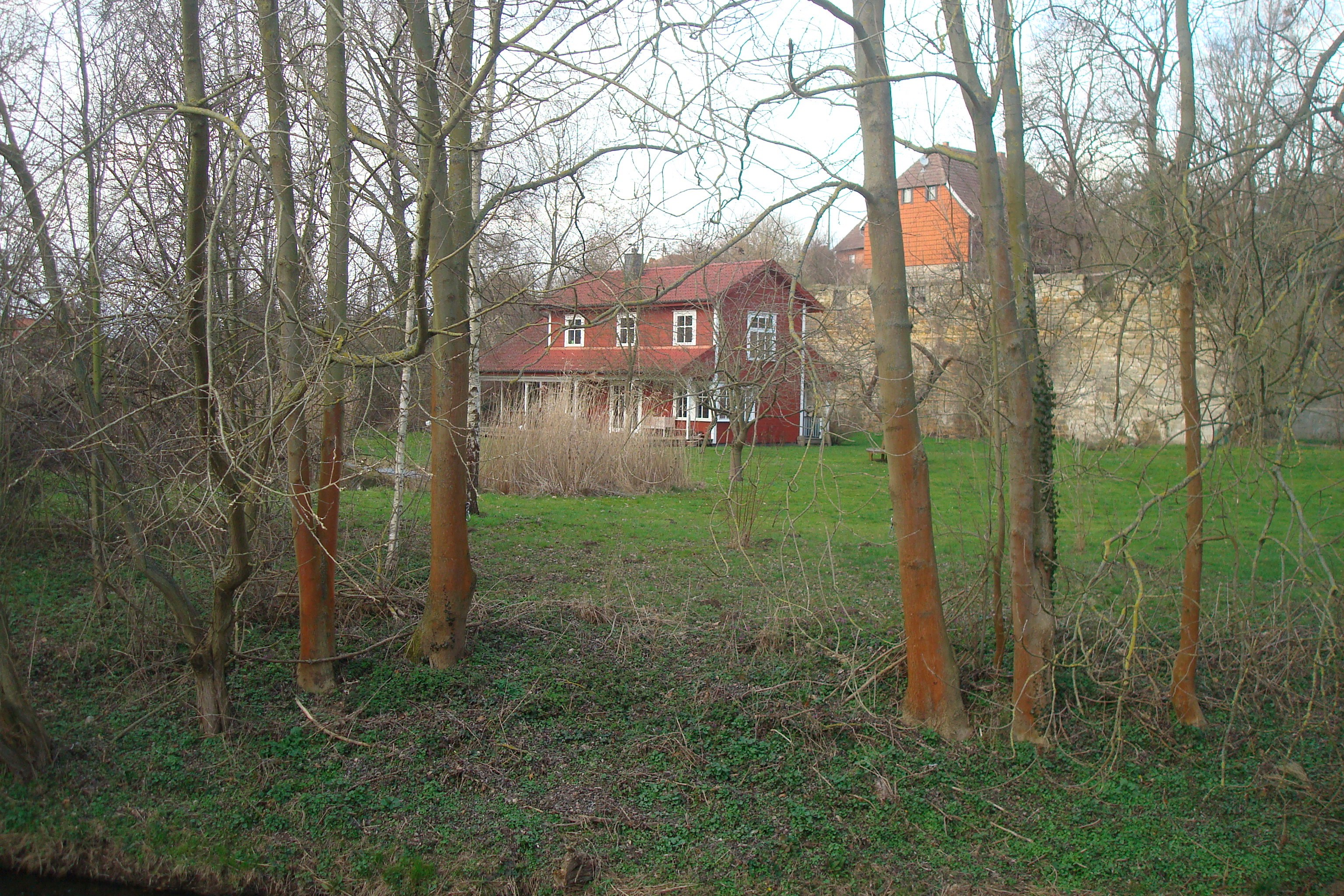
Sommerhaus von Ulrich Mühe

- Ulrich Mühe (1953–2007), deutscher Film- und Theaterschauspieler, starb in Walbeck in seinem Sommerhaus; er ist auch hier begraben.